# Объект 0-50
«Объект 0-50» — экспериментальный советский однобашенный тяжёлый танк прорыва конца 1930-х годов.
«Объект 0-50» был разработан как танк прорыва в КБ завода № 185. По сути это был однобашенный вариант танка Т-100. Машина разрабатывалась под руководством И. С. Бушнева как конкурент однобашенного танка КВ. Разработка проекта осуществлена летом 1939 года. И. И. Агафонов был назначен ведущим инженером «Объекта 0-50». Танк имел классическую компоновочную схему, от Т-100 отличался расположением вооружения в одной башне и использованием дизеля в качестве силовой установки. Четырёхтактный двенадцатицилиндровый V-образный дизель В-2 мощностью 500 л. с. располагался продольно. Экипаж 4 человека. В башенной установке размещались 76,2-мм пушка Л-11, два пулемёта: 12,7-мм ДК и 7,62-мм пулемёт ДТ. Была возможность замены одного пулемёта на 45-мм пушку. Броня противоснарядная из гомогенной броневой стали, корпус сварной из катанных броневых листов 30, 60, 75 мм, лоб корпуса 60 мм, подвеска торсионная. Проектная масса танка — 40 тонн. Машина изготавливалась на Ижорском заводе, но так и не была закончена.

## Литература

Т-100 — прототип «Объекта 0-50»